# 도시마촌 (가고시마현)
도시마촌(일본어: 十島村)은 일본 가고시마현 도카라 열도의 각 섬을 행정 구역으로 하는 가고시마군의 촌이다. 페리와 섬의 형편상 촌사무소는 가고시마시에 있다. 중심이 되는 섬은 나카노섬이고 그 밖에도 구치노섬·다이라지마섬·스와노세섬·아쿠세키섬·고타카라섬·다카라지마섬에도 사람이 살고 있다.

## 지리
최북단의 구치노섬에서 최남단의 요코아테섬까지의 거리는 직선으로 약 160km으로 일본에서 가장 긴 촌이다. 풍부한 자연과 독자적인 문화, 천연의 온천은 사람들을 매료해 연중 다이버나 낚시꾼, 관광객이 끊이지 않는다.
- 구치노섬 - 도시마촌에서 가장 북쪽에 위치하는 도시마촌의 관문이다. 인구는 나카노섬에 이어 많다. 면적은 13.3km2이고 인구는 125명이다.
- 나카노섬 - 도시마촌에서 가장 인구가 많고 예전에는 촌사무소의 소재지였다. 도시마촌의 실질적인 중심지이다. 면적은 34.5km2이고 인구는 155명이다.
- 스와노세섬 - 일본에서도 손꼽히는 활화산을 가지는 화산섬이다. 면적은 27.8km2이고 인구는 63명이다.
- 아쿠세키섬 - 면적은 7.5km2이고 인구는 77명이다.
- 히라지마섬 - 면적은 2.1km2이고 인구는 78명이다.
- 고타카라섬 - 면적은 1km2이고 인구는 49명이다.
- 다카라지마섬 - 도시마촌의 가장 남쪽에 위치하는 유인도이다. 면적은 7.1km2이고 인구는 128명이다.

※이외에도 5개의 무인도를 포함한다.

## 역사
도시마촌은 원래 짓토촌(十島村)의 일부였다. 메이지 유신 이후 사쓰마국 가와나베군에 속했던 도카라 열도의 섬들은 1897년에 오스미국 오시마촌에 속하게 되었다. 1908년에 자치체로서 짓토촌이 성립하였다.
1946년에 도카라 열도의 10개의 섬 중 7개가 미군의 관할하에 놓이게 되었고 남은 3개의 섬은 미시마촌을 이루었다. 1952년에 7개의 섬이 일본에 반환되면서 짓토촌은 공식적으로 도시마촌과 미시마촌으로 나뉘게 되었다. 1973년에 두 촌은 가고시마군에 편입되었다.

## 교통
가고시마항과 도시마촌을 오가는 페리가 주 2회 운항하고 있다. 페리는 가고시마항을 나와 유인도인 구치노섬, 나카노섬, 다이라지마섬, 스와노세섬, 아쿠세키섬, 고다카라섬, 다카라지마섬에 들린다.